# Cadreghe di Viso
Le Cadreghe di Viso (3.190 m s.l.m.) sono un gruppo di cinque guglie rocciose situate tra il Monviso ed il Visolotto. Si trovano in provincia di Cuneo tra la Valle Po e la Valle Varaita.

## Descrizione

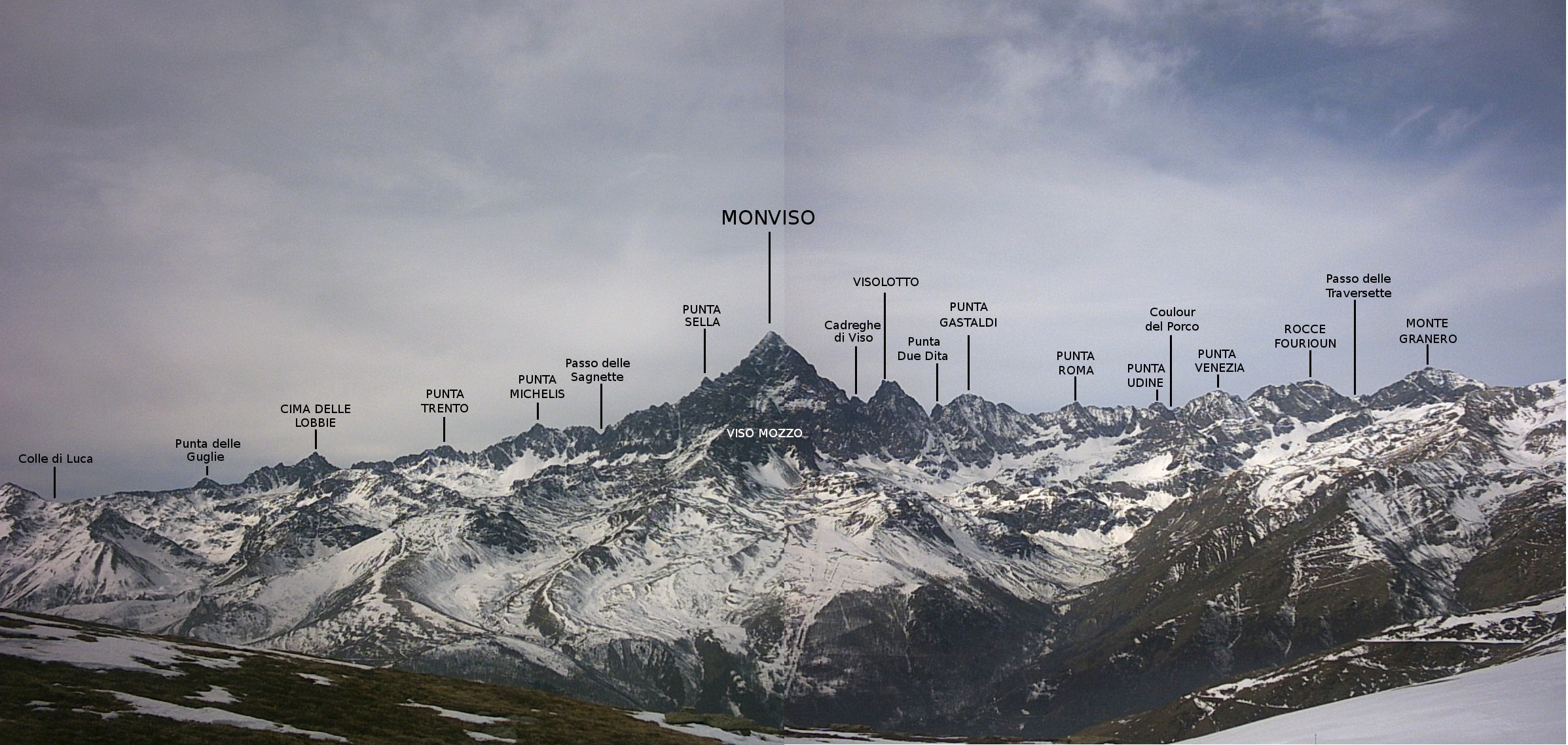
Collocazione delle Cadreghe di Viso dal versante della Valle Po.

Sono collocate sullo spartiacque Po-Vallanta. Si presentano con delle particolari forme simili a sedie, da cui il nome cadreghe in piemontese. Il versante sud verso il vallone di Vallanta è detritico e più facilmente accessibile mentre quello nord scende verticalmente sul Ghiacciaio Coolidge.

## Ascensione
Dalla frazione Castello di Pontechianale (1.585 m) si raggiunge per comodo sentiero prima il rifugio Vallanta (2.450 m) e poi l'ex rifugio Gagliardone. Si risale quindi un canalino e poi una morena, arrivando all'esiguo ghiacciaio di Vallanta. Superatolo si attraversa una grande pietraia arrivando infine al colle Sud delle Cadreghe (3.130 m), poco sotto i 5 pinnacoli rocciosi. Di lì con una breve arrampicata passando tra la seconda e la terza punta da destra si guadagna la vetta su cui è posto un ometto di pietre.
Si tratta di un percorso di natura alpinistica con difficoltà valutata PD-.